# Pármai sonka

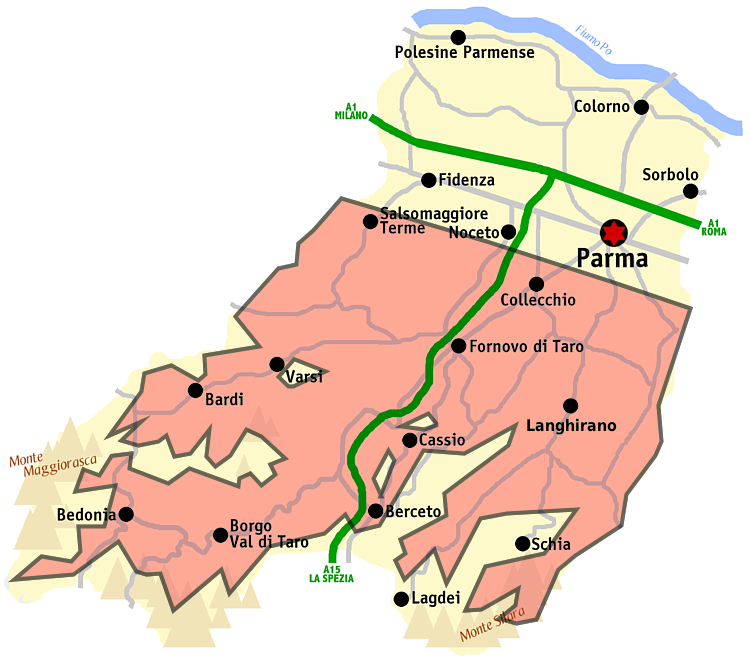
A disznótenyésztő körzetek

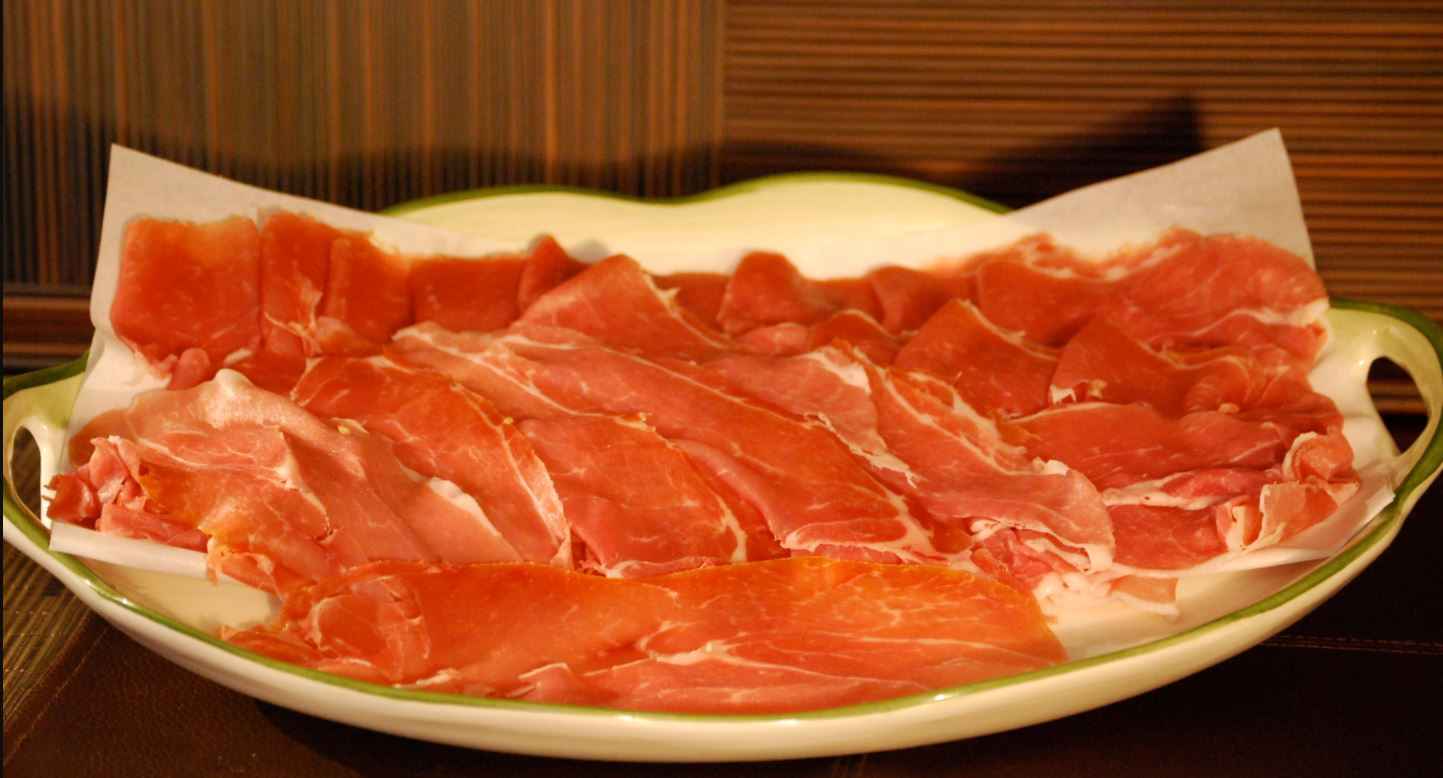
Felszeletelt pármai sonka

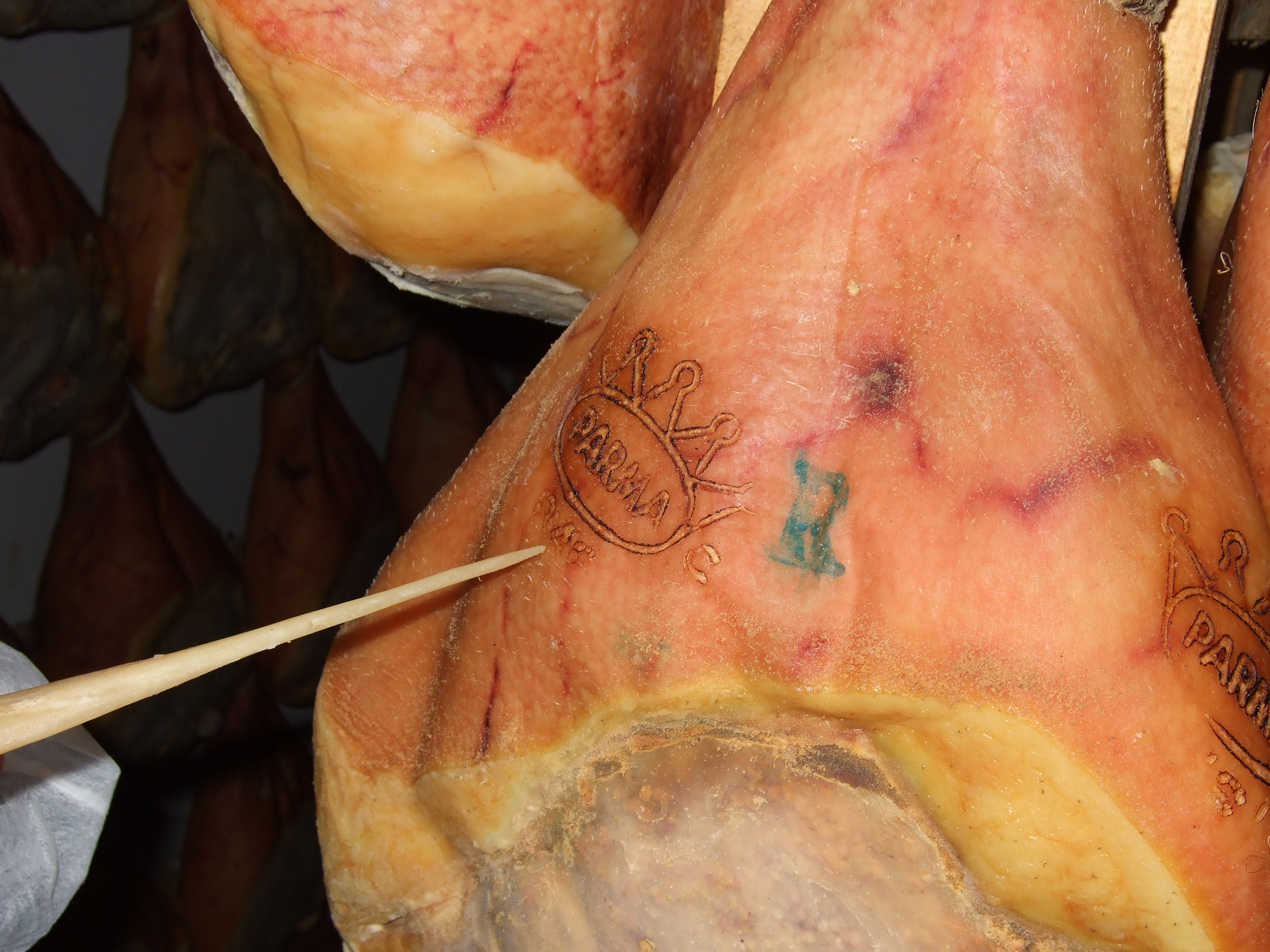
Felbélyegzett pármai sonka

A pármai sonka (prosciutto di Parma) egy híres olaszországi sonkaféle, amely jellemzően Olaszország Emilia-Romagna régiójában készül. Nevét Parma városáról kapta.

## Története
Készítésének hagyománya évszázadokra, egészen a római időkig nyúlik vissza. Akkoriban a sonkát sóval tartósították és szárazon érlelték, hogy ne romoljon meg és megőrizze az ízét. Ma is az ősi módszerekhez hasonlóan készítik, de szigorú minőségi előírásoknak kell megfelelnie, így például csak bizonyos régiókból származó, kukoricával és tejjel etetett disznók sonkája használható.
Minőségét és eredetét egy 1963-ban alakult konzorcium ellenőrzi. Ez garantálja a termék megfelelőségét, védi az utánzatoktól, és népszerűsíti a világon. A valódi pármai sonka felismerhető a hercegi korona védjegyről, amelyet a konzorcium bélyegez a sonka héjára.
2022-ben 7 850 000 pármai sonkát gyártottak, ennek 67%-a Olaszországban maradt, 33%-a pedig exportra került.

## Elkészítése
Hagyományos eljárással készül: a köröm nélküli csontos combot először sóban, 80 százalék páratartalmú levegőn 100 napig tartósítják, majd lemossák, és három hónapra érlelő kamrába teszik. Ezután bezsírozzák, hogy megvédjék a kiszáradástól, és legalább egy teljes évig levegőn érlelik.
„A pármait leheletvékonyra kell vágni (hogy a madár is átrepülhessen rajta).”